# Francisco Laso de la Vega
Francisco Laso de la Vega y Alvarado (Secadura, 1568 – Lima, 1640) fu un soldato spagnolo che ricoprì il ruolo di Governatore Reale del Cile dal dicembre del 1629 al maggio del 1639. Vinse numerose battaglie contro gli indiani Mapuche, nel corso della guerra di Arauco.

## Biografia
Nacque a Secadura, in Cantabria, da Garci Laso de la Vega e da Maria de Alvarado. Servì la marina dell'esercito per cinque anni a partire dal 1606. A 16 anni andò nelle Fiandre, dove prese parte a molte azioni militari nel corso della guerra degli ottant'anni, venendo promosso capitano di fanteria. Si distinse durante l'assedio di Breda, Bersel e Bergan op Zoom.
Nel 1623 entrò a far parte dell'Ordine di Santiago. Nel 1625 tornò in Spagna, come capitano di cavalleria, divenendo giudice di Badajoz e preparandosi ad assumere il governo di Jerez de la Frontera, quando fu invece nominato Governatore del Cile.
Rimase governatore tra il 1629 ed il 1639. Il suo governo raccolse numerosi successi contro i guerrieri Mapuche nella guerra di Arauco, sconfiggendoli nella battaglia di La Albarrada. Rifondò la città di Angol con famiglie provenienti dal forte di Santa Lucia de Yumbel, nel 1637.
Malato negli ultimi anni di mandato, tornò in Perù, sostando a Santiago del Cile a causa di un attacco di edema. Vi rimase sei mesi, e morì poco dopo l'arrivo a Lima, nel 1640.